# نیتتا یوشی‌سوکه
نیتتا یوشی‌سوکه ((به ژاپنی: 新田義助 Nitta Yoshisuke); ۱ ژانویهٔ ۱۳۰۵ – ۱ ژانویهٔ ۱۳۴۰) برادر نیتتا یوشی‌سادا؛ سامورایی، و بوشی اهل ژاپن بود که از امپراتور گودایگو حمایت می‌کرد.